# الميدان (حمص)
الميدان قرية في ناحية عين النسر التابعة لمركز منطقة حمص في محافظة حمص في سورية.